# Комес, Орацио
Орацио Комес (итал. Orazio Comes; 1848 — 1923) — итальянский ботаник и миколог.

## Биография
Орацио Комес родился 11 ноября 1848 года.
С 1906 по 1917 год он руководил Высшим аграрным институтом Портичи.
Орацио Комес умер в 1923 году.

## Научная деятельность
Орацио Комес специализировался на семенных растениях и на микологии.

## Некоторые публикации
- Observations on some species of Neapolitan fungi. Grevillea 7 (43): 109—114 [Nº 1—7].
- Illustrazione delle piante rappresentate nei dipinti pompeiani, 1879.
- Botanica generale ed agraria, 1884.
- Crittogamia agraria, 1891.
- La profilassi nella patologia vegetale, 1916.